# Kermes castaneae
Kermes castaneae är en insektsart som beskrevs av Shi och Liu in Liu 1993. Kermes castaneae ingår i släktet Kermes och familjen eksköldlöss. Inga underarter finns listade i Catalogue of Life.